# Adrián Barrenechea
Adrián Barrenechea López (París, 29 de octubre de 1954-Santa Cruz de la Sierra, 26 de diciembre de 2023) fue un cantante y compositor boliviano.

## Biografía

### Juventud
Nació en París cuando su padre desempeñaba las funciones de Embajador de Bolivia en Francia. Adrián llegó a Bolivia a los seis años de edad. Sus padres fijaron residencia en la ciudad de La Paz, donde llevó a cabo sus estudios primarios y parte de los secundarios, en el Colegio Alemán Mariscal Braun. Logró su bachillerato en Humanidades en el Instituto Educacional Obrajes de esa ciudad.
Posteriormente, para realizar sus estudios universitarios de medicina. Pese a que Barrenechea se sintió inclinado hacia la música desde joven, fue allí donde inició su carrera, como autodidacta en guitarra y canto primero, y luego siguiendo estudios.
Contrajo matrimonio con Ximena Valdivia Hermosa y tuvieron 6 hijos: Adrián, Andrea, Héctor Alejandro, Horacio, Natalia y Valentina.

### Inicios
Por las convulsiones sociales en la Argentina, Adrián volvió a Bolivia, retomando sus estudios en la Universidad Mayor Real y Pontificia San Francisco Xavier de Chuquisaca, en la ciudad de Sucre. Allí, en 1976, subió por vez primera a un escenario en el papel protagonista del Rey, en la ópera rock Concierto pa un desorejado, de Alberto Giménez. A partir de entonces, no dejó los escenarios, siendo componente del grupo Ganímedes.
Ganímedes fue el primer grupo de Adrián, integrado por Carlos Antezana en vocales y guitarra, Juanjo Pacheco en teclados, Alberto Caballero en el bajo, y Raúl Peñaranda en la batería. El grupo realizó interpretaciones de las canciones de Sui Generis y Spinneta, incursionando luego con sus propias creaciones, las cuales tuvioeron éxito. Grabaron su primer disco en 1977, llamado Ecos de una transparencia Existencial.
Años después, de regreso en La Paz, formó parte de Gitanjalí y luego de Luz de América, ambos grupos paceños de rock fusión.

### Fallecimiento
En los últimos años, Barrenechea luchó contra las complicaciones de salud derivadas del Covid-19. En marzo de este 2023, se sometió a dos cirugías de riñón, pero su condición se deterioró progresivamente. 
Falleció el 26 de diciembre de 2023 a los 69 años, después de una intensa batalla contra las complicaciones derivadas del covid-19. Con una destacada carrera musical que abarcó décadas, Barrenechea dejó un legado imborrable en la escena artística de Bolivia.

### Solista
En 1982 inició su carrera como solista grabando varios discos. Siendo el más reciente Las Calles del Alma.
Entre los galardones del artista se hallan reconocimientos de Amnesty International Sección Mexicana, de la Policía de Bolivia, de UNICEF, de la Prefectura del Departamento de La Paz, del Gobierno Municipal de La Paz, del Gobierno Municipal de Sucre, del defensor del Pueblo, de Bolivia, De SOBODAYCOM (Compositores de Bolivia), de ABAIEM (Asociación de Intérpretes) y del Colegio Médico de Bolivia.
Adrián Barrenechea representó a Bolivia en el Festival OTI de la Canción, en Valencia, (España) en 1993. Fue jurado internacional en las versiones del Festival Internacional de la Canción de México en Mérida (Yucatán) en 1992, y en Cancún en 1993. En el año 2004 fundó el Movimiento Alas de Música que agrupa a cantautores latinoamericanos, como Nito Mestre, David Lebón y Alejandro Lerner de Argentina, Joe Vasconcellos de Chile y Tito Osses de Costa Rica.
Fue invitado a ejercer cargos públicos en su país, como son el de Director Departamental de Cultura de La Paz, Director Nacional de Derecho de Autor y Jefe de la Unidad de Fomento a las Iniciativas Artísticas y Culturales del Gobierno Municipal de La Paz. Actualmente ejerce funciones de Jefe del Departamento de Seguros de Salud del Gobierno Municipal Autónomo de la ciudad de Santa Cruz de la Sierra.
Fue docente universitario en la Facultad de Medicina de la Universidad Católica Boliviana, de la ciudad de Santa Cruz y autor del libro de texto El Alumno Práctico, con metodología de investigación científica.
En 2006 cantó en Cochabamba donde presentó su trabajo discográfico Las Calles del Alma

## Discografía
- Encuentro
- De Poco un Todo
- En Muchas Palabras
- De Archivo
- De Lejos
- Neonato
- El Jardín de los Sueños[3]
- Notas de Vida
- Las Calles del Alma